# Slatinice
Slatinice (deutsch Groß Latein) ist eine Gemeinde in Tschechien. Der Kurort liegt elf Kilometer westlich des Stadtzentrums von Olomouc und gehört zum Okres Olomouc.

## Geographie

### Geographische Lage
Slatinice befindet sich am Fuße der Zábřežská vrchovina in der Obermährischen Senke (Hornomoravský úval). Das Dorf liegt am linken Ufer der Slatinka. Südöstlich erheben sich der Malý Kosíř (316 m), Velký Kosíř (442 m) und der Sýkorník (413 m). Östlich des Dorfes verläuft die Bahnstrecke Červenka – Prostějov.

### Gemeindegliederung
Die Gemeinde Slatinice besteht aus den Ortsteilen Lípy (Andlersdorf, auch Antlersdorf) und Slatinice (Groß Latein), die zugleich auch Katastralbezirke bilden.

### Nachbargemeinden
Nachbarorte sind Nová, Loučany und Rataje im Norden, Luběnice im Nordosten, Lutín im Osten, Heneberk und Třebčín im Südosten, Lípy und Slatinky im Süden, Stařechovice, Služín und Čechy pod Kosířem im Südwesten, Lhota pod Kosířem im Westen sowie Kníničky und Drahanovice im Nordwesten.

## Geschichte
Die erste schriftliche Nachricht über den Ort stammt von 1207. Im Jahre 1247 wurde das Dorf Zlatinan genannt. Am 14. September 1249 wurde Zlatina Maiori in einer Urkunde des Markgrafen Ottokar II. Přemysl erwähnt. Darin vermachte die Matrona Střezna ihren Anteil an dem Dorf dem Kloster St. Peter in Olmütz. Bis 1263 ist Zlatina Maiori als Besitz dieses Klosters nachweislich, ab 1282 gehörte es zu den Gütern des Olmützer Katharinenklosters. 1364 wurde der Ort als Lateyn, 1405 als Veliké Slatěnice und 1492 als Weliky Slatenicz bzw. Slatěnice bezeichnet. Im Jahre 1522 ging das Dorf aus dem Besitz des Katharinenklosters an das Kloster des hl. Jakobus in Olmütz über. Dieses verkaufte Weliky Slatenicz 1535 an Johann von Pernstein. Nachdem dessen gleichnamiger Enkel 1597 in jungen Jahren gefallen war, verkauften die Pernsteiner Weliky Slatenicz 1599 an die Liechtensteiner.
Seit dem 16. Jahrhundert ist die Heilwirkung der Quelle bekannt. Erster nachweislicher Badegast war 1556 der Vladike Šimon von Nadějov. Nachdem der Arzt Thomas Jordan von Klausenburg 1580 die Heilwirkung des Wassers beschrieben hatte, begann im 17. Jahrhundert der reguläre Badebetrieb. Im Jahre 1633 wurde der Ort Slatenicz genannt. Infolge des Dreißigjährigen Krieges lag das Dorf 1642 wüst und wurde nach dem Ende des Krieges wieder besiedelt. Das älteste Siegel stammt von 1698 und trägt die Inschrift Peczet diediny hrubich Slatienicz. Weitere Namensformen waren Groß Latein (ab 1671), Groß Slatein, Slatinitz, Slatenitz (ab 1677), Hrubé Slatěnice (ab 1698), Groß Lattein bzw. Slatinicz (1751) und Hrubá Zlatenica (1846). Die Matriken werden seit 1720 vor Ort geführt. Während des Siebenjährigen Krieges nahm der Preußenkönig Friedrich II. sein Hauptquartier in Groß Latein. Bis zur Mitte des 19. Jahrhunderts blieb das Dorf immer der liechtensteinischen Herrschaft Plumau untertänig.
Nach der Aufhebung der Patrimonialherrschaften bildete Hrubá Zlatenica/Groß Latein ab 1850 eine Gemeinde in der Bezirkshauptmannschaft Proßnitz. Die Bewohner des Dorfes lebten von der Landwirtschaft. 1856 brannte der größte Teil des Ortes nieder. Im Jahre 1881 wurde Slatěnice/Groß Latein dem Bezirk Olmütz zugeordnet. Seit 1921 gehörte die Gemeinde zum Okres Olomouc-venkov. Der amtliche Name Slatinice wurde 1924 eingeführt. 1926 nahm die Buslinie Olmütz – Nebotein – Luttein – Latein den Verkehr auf. Ab 1949 gehörte die Gemeinde zum Okres Olomouc-okolí und seit 1961 gehört sie zum Okres Olomouc. 1974 wurde das Bad in den Rang eines Mährischen Kurbades erhoben. Die Eingemeindung von Lípy erfolgte 1980. Seit 1993 führt die Gemeinde ein Wappen und Banner, der Querstreifen und der Skorpion sind dem Wappen von Thomas Jordan von Klausenburg entlehnt.
Das schwefel- und eisenhaltige Wasser der Heilquellen sv. Václav, sv. Vít, Zdeněk und sv. Jan wird zur Behandlung von Krankheiten des Bewegungsapparates genützt.

## Sehenswürdigkeiten
- Pfarrkirche Mariä Himmelfahrt, barocker Bau aus den Jahren 1769–1770
- Pfarrhaus, errichtet 1771
- Marienkapelle, erbaut zu Beginn des 19. Jahrhunderts
- Liechtensteiner Hof, erbaut 1618
- Mühle, errichtet 1919
- Sühnekreuz am Weg zum Bahnhof
- Bad Slatinice, das älteste der Badehäuser entstand 1733 auf Veranlassung von Alois Joseph von Liechtenstein und wurde 1792 umgebaut

## Söhne und Töchter der Gemeinde
- Johann Nepomuk Teng Edler von Lanzensieg (1823–1873), k. u. k. Offizier und Mitglied der Ersten Kammer der Landstände des Herzogtums Nassau
- Jan Fiala (* 1956), tschechischer Fußballspieler und -trainer